# Museo Arqueológico de Argos Orestikó
El Museo Arqueológico de Argos Orestikó es uno de los museos de Grecia. Se encuentra ubicado en Argos Orestikó, en la periferia de Macedonia Occidental.

## Colecciones
El museo contiene una colección de objetos procedentes de yacimientos arqueológicos de la antigua Oréstide que abarcan periodos comprendidos desde finales de la Edad del Bronce a la época romana.
Se divide en cuatro secciones temáticas. La primera contiene objetos desde el 1100 hasta el 550 a. C. entre los que se encuentran joyas, objetos destinados al culto, estatuillas femeninas, enterramientos infantiles y recipientes de cerámica.
La segunda, está dedicada al reino de Oréstide (550-359 a. C.) Aquí hay estatuillas arcaicas, inscripciones, estelas votivas y otros objetos funerarios, además de una esfinge de mármol.
La tercera sección contiene objetos de la época en la que Oréstide pasó a formar parte del Reino de Macedonia (359-200 a. C.) Destacan las inscripciones epigráficas, una punta de sarisa y un escudo.
Por último se encuentra la sección que presenta la fase de Oréstide en la que pasó a estar bajo la protección y el dominio de Roma hasta la época de Diocleciano (200 a. C.-300 d. C.) en la que la región conservó parte de su autonomía, como se muestra en el denominado «decreto de los batineos». Entre los objetos expuestos se hallan ofrendas religiosas y otros relacionados con los usos funerarios.